# 정운선
정운선(한국 한자: 鄭雲鮮, 1983년 4월 10일~)은 대한민국의 배우이다. 해피니스, 기상청 사람들 : 사내연애 잔혹사 편 등의 드라마로 알려진 인물이다. 폰, 이태원 살인사건, 불꽃처럼 나비처럼 등의 영화에도 출연했다.

## 학력
- 이화여자외국어고등학교 (졸업)
- 동국대학교 연극영화학과 (졸업)

## 드라마
- 《해피니스》 (2021년, tvN) - 신소윤 역
- 《기상청 사람들 : 사내연애 잔혹사 편》 (2022년, JTBC) - 진태경 역
- 《대행사》 (2023년, JTBC) - 배원희 역
- 《마당이 있는 집》 (2023년, ENA) - 오해수 역
- 《정신병동에도 아침이 와요》 (2023년, Netflix) - 오리나 역
- 《O'PENing - 아름다운 우리여름》 (2024년, tvN) - 신유나 역
- 《좋거나 나쁜 동재》 (2024년, TVING / tvN) - 김지희 역
- 《언젠가는 슬기로울 전공의생활》 (2025년, tvN) - 오주영 역

## 영화
- 《R.U Ready?》 (2002년) - 소라 친구들 역
- 《폰》 (2002년) - 여고생 역
- 《이태원 살인사건》 (2009년) - 중필의 누나 역
- 《불꽃처럼 나비처럼》 (2009년) - 지밀 나인 역
- 《데드맨》 (2024년) - 전수현 역

## 뮤지컬
- 2010년 《내 마음의 풍금 시즌 3》 - 최홍연 역
- 2010년 《내 마음의 풍금 - 제주》 - 최홍연 역
- 2011년 《김종욱 찾기 - 강남》 - 여자 역
- 2011년 《김종욱 찾기 - 진주》 - 여자 역
- 2011년 《김종욱 찾기 - 울산》
- 2011년 《내 마음의 풍금》 - 최홍연 역
- 2011년 《내 마음의 풍금 - 부산》 - 최홍연 역
- 2012년 《블랙메리포핀스》 - 안나 역
- 2016년 《안녕! 유에프오》 - 유경 역
- 2017년 《나와 나타샤와 흰 당나귀》 - 자야 역
- 2019년 《섬 : 1933~2019》 - 백수선 / 마가렛 역
- 2020년 《나와 나타샤와 흰 당나귀》 - 자야 역
- 2021년 《태일》 - 태일 외 다역
- 2022년 《쇼맨 : 어느 독재자의 네 번째 대역 배우》 - 수아 역
- 2024년 《섬 : 1933~2019》 - 백수선 / 마가렛 역

## 연극
- 2012년 《목란언니》
- 2012년 《아워 타운》 - 에밀리 역
- 2013년 《목란언니》 - 조목란 역
- 2014년 《유리동물원》
- 2014년 《가족이란 이름의 부족》 - 실비아 역
- 2015년 《유리동물원》
- 2015년 《스피킹 인 텅스》 - 제인 / 사라 역
- 2015년 《시련》 - 아비게일 역
- 2017년 《킬 미 나우》 - 트와일라 역
- 2017년 《블라인드》 - 마리 역
- 2018년 《블라인드 - 울산》 - 마리 역
- 2018년 《인형의 집》 - 노라 역
- 2019년 《오만과 편견》 - A1 역
- 2020년 《오만과 편견》 - A1 역
- 2021년 《오만과 편견 - 고양》 - A1 역
- 2023년 《빵야》 - 나나 역